# Tracey McFarlane
Tracey McFarlane, née le 20 juillet 1966 à Montréal, est une nageuse américaine.

## Biographie
Aux Jeux olympiques d'été de 1988 à Séoul, Tracey McFarlane remporte la médaille d'argent à l'issue de la finale du relais 4 × 100 m 4 nages en compagnie de Mary Wayte, Janel Jorgensen et Beth Barr.